# Flygräddningsgruppen

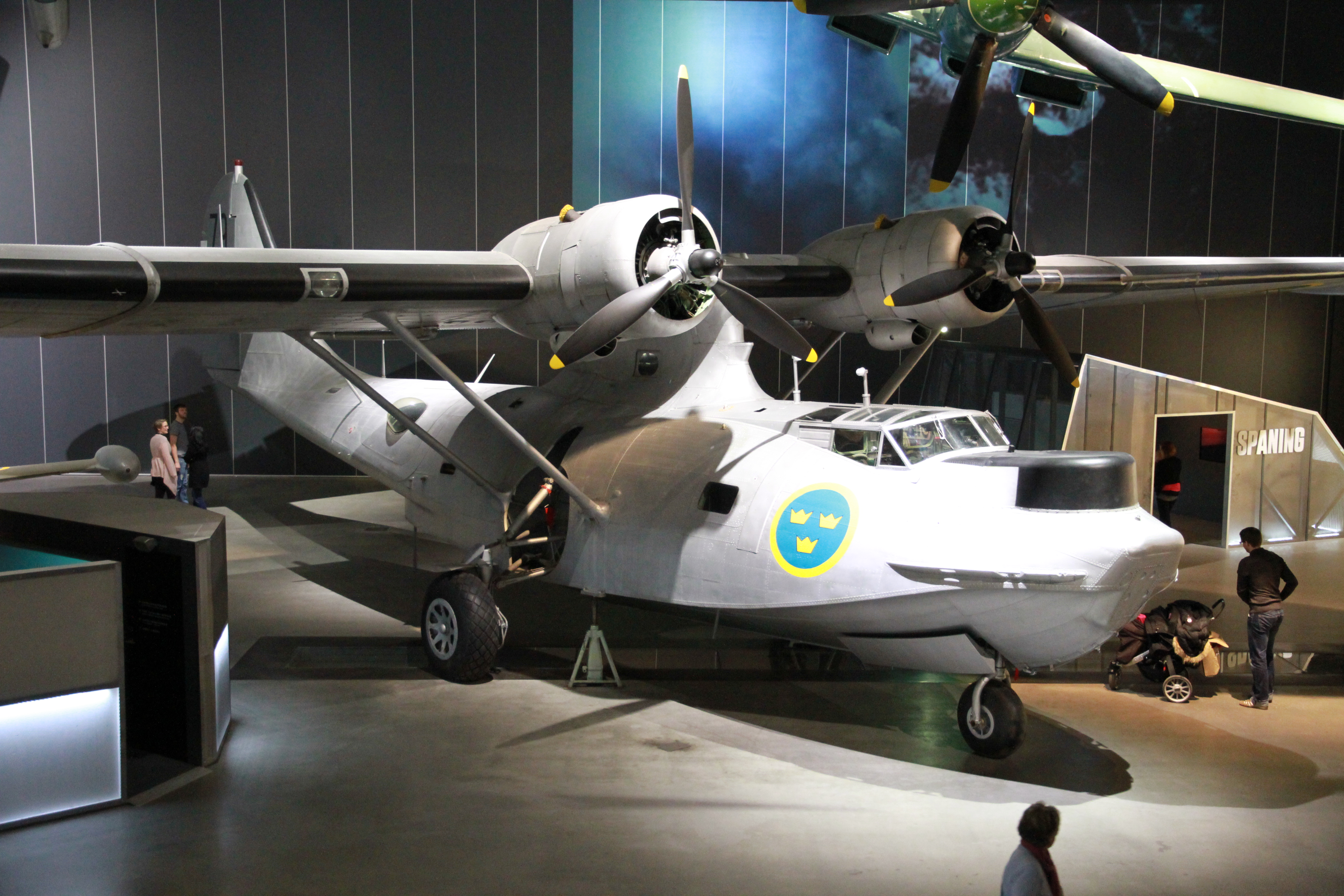
Tp 47 Catalina

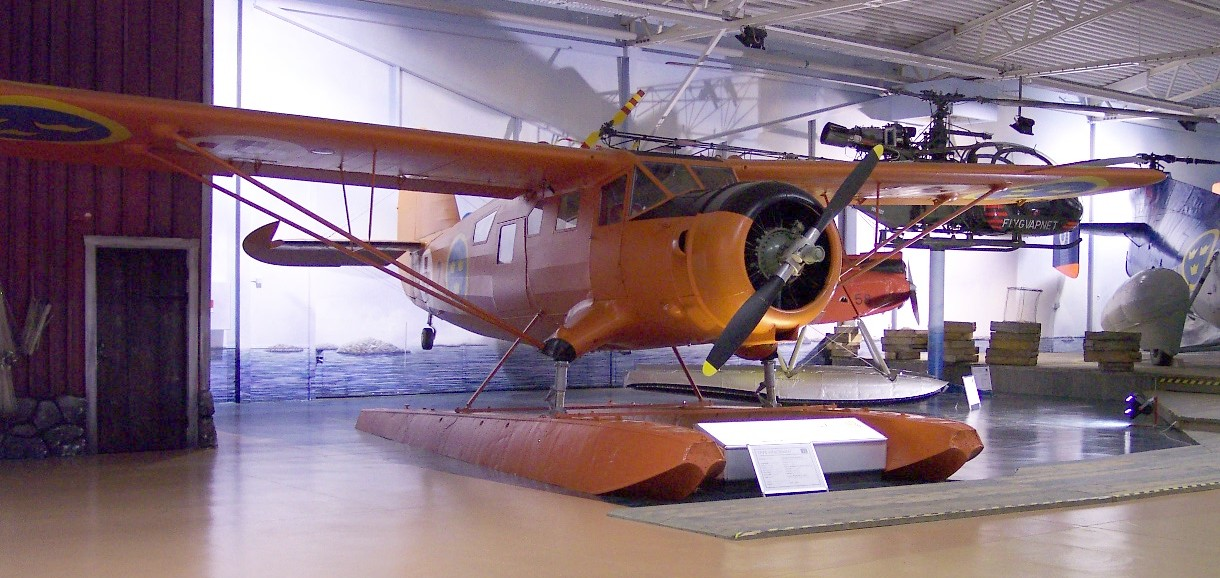
Tp 78 Norseman

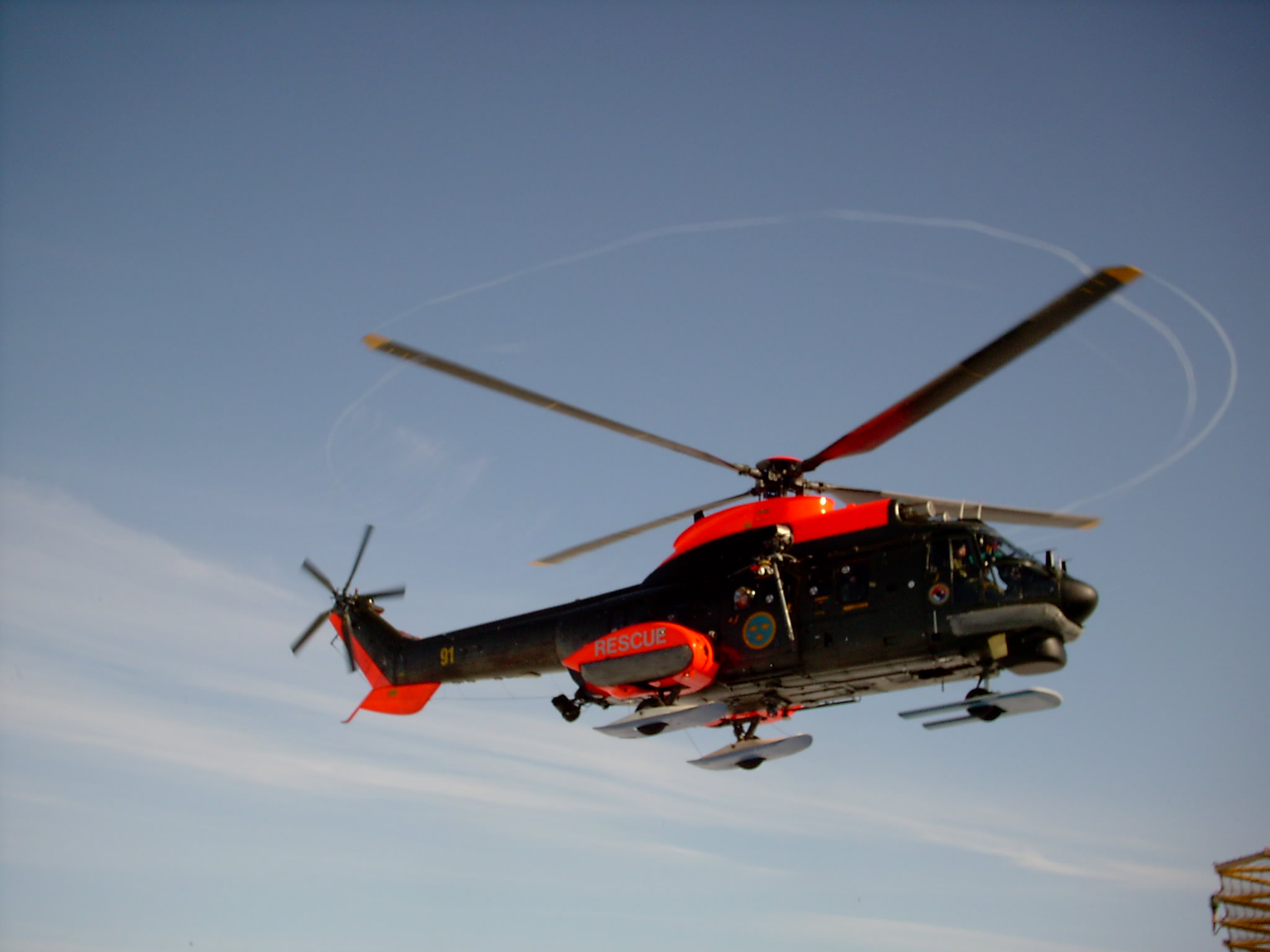
Helikopter 10 Super Puma

Flygräddningsgruppen, med Försvarsmaktens förkortning FRÄD, var en organisationsenhet som ursprungligen sattes upp vid Roslagens flygkår (F 2) i Hägernäs, 1948 för att ansvara för räddning av fallskärmshoppare och militära flygplan vid haverier.

## Historik
Flygräddningsgruppen hade sammanlagt åtta flygplan. Grundstommen var tre amfibieplan Tp 47 Catalina, vilka införskaffats till Flygvapnet 1947 från USA, med fem mans besättning. Därutöver disponerade Flygräddningsgruppen två flottörförsedda enmotoriga ambulansflygplan av typ Tp 78 Norseman med två mans besättning och en sjuksköterska, två pontonförsedda T 2 Heinkel He 115 med tre mans besättning och en flygbåt Tp 24 Dornier Do 24 med fem mans besättning.
Norseman-planen målades helt i orange och rödakorsmärktes enligt gällande praxis för ambulansflygplan. Ambulansflygningar räknades som civil verksamhet även om flygplanen underhölls och opererades av flygvapnet.
År 1958 ombaserades Flygräddningsgruppen till Svea flygflottilj (F 8) i Barkarby. Den hade då endast två Catalinaplan. Den tredje Catalinan hade skjutits ned av ett ryskt jaktplan över Östersjön i juni 1952, och övriga flygplan avvecklats. Flygplansflottan kompletterades med två Tp 83 Pembroke, och i början av 1960-talet tillfördes de första räddningshelikoptrarna, två Helikopter 1 Vertol 44 "Bananen".
Inflygning med Helikopter 4 påbörjades 1964. Dessa användes också för civil sjöräddning, sjuktransporter med mera, och från april 1967 hade F 8 en helikopter i beredskap dygnet runt, med basering på Visby flygplats. Catalina-flygplanen avvecklades 1966.

## Nybildande och nedläggning av senare flygräddningsgrupper
Flygräddningsgrupper (FRÄD-grupper) inrättades därefter efter hand på fler flygflottiljer. 
I och med Helikopterflottiljens bildande 1998 gick Flygvapnets flygräddningsfunktion över till denna och sköttes av tolv Helikopter 10A, vilka vanligen var baserade på de tre flygflottiljerna, F 7 Såtenäs, F 17 Ronneby och F 21 Luleå. Besättningen i en sådan helikopter för flygräddning var normalt fem personer:
- Förstepilot och befälhavare
- Andrepilot
- Färdmekaniker
- Ytbärgare
- Navigatör/Vinschoperatör

Med försvarsbeslutet 2000 avvecklade Helikopterflottiljen sjöräddningsverksamheten i Visby, Sundsvall samt ambulanshelikopterverksamheten i Lycksele. Med försvarsbeslutet 2004 avvecklades all sjöräddningsberedskap inom organisationen. Uppdraget att upprätthålla sjöräddningsberedskap för Sjöfartsverket på Berga helikopterflygplats, Ronneby flygplats och Säve flygplats avslutades därmed.
Under 2000-talet avvecklades successivt de återstående flygräddningsgrupperna. Den sista mars 2010 lades den sista flygräddningsgruppen, den vid F 21 i Luleå, ned. Därmed ligger numera all flygräddningsverksamhet för Försvarsmakten inom Sjöfartsverkets helikopterverksamhet.